# Petr Hrdlička
Petr Hrdlička  (Brno, Češka, 23. prosinca 1967.) je bivši češki streljaš koji je nastupao u disciplini trap. U toj disciplini je postao olimpijski pobjednik na Olimpijskim igrama u Barceloni 1992. kada je nastupao pod zastavom Čehoslovačke.

## Vanjske poveznice
- Sportski profil češkog sportaša  Arhivirana inačica izvorne stranice od 18. travnja 2020. (Wayback Machine)